# Waldemar Barth
Waldemar Barth (* 5. April 1934) ist ein ehemaliger deutscher Fußballspieler. 

## Sportlicher Werdegang
Barth war zuletzt 1952 als A-Jugendspieler für den Stuttgarter Stadtteilverein FV Zuffenhausen aktiv, bevor er zur Amateurmannschaft der Stuttgarter Kickers gelangte. Nach nur einer Saison rückte er zur Saison 1954/55 in die Erste Mannschaft auf, für die er in der Oberliga Süd, der seinerzeit höchsten Spielklasse im deutschen Fußball, bis in die Saison 1956/57 in insgesamt 22 Punktspielen eingesetzt wurde. In seiner Premierensaison bestritt er 15 Punktspiele und debütierte am 26. Dezember 1954 (15. Spieltag) beim 5:1-Sieg im Heimspiel gegen den 1. FC Nürnberg. Seine Mitspieler zu jener Zeit waren unter anderem Rolf Geiger und Siegfried Kronenbitter.